# Ali Mohammed Ghedi

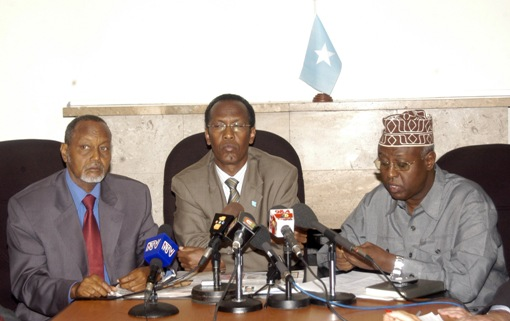
Ghedi (Mitte) mit weiteren Regierungsvertretern in Kenia, 2006

Ali Mohammed Ghedi (* 1952 in Mogadischu) war von Dezember 2004 bis Oktober 2007 Premierminister der Übergangsregierung Somalias.

## Politischer Standpunkt
Ali Mohammed Ghedi war bei seiner Amtsübernahme in politischen Kreisen noch unbekannt. Er wird nicht als Karrierepolitiker angesehen, sondern als Intellektueller. Er bekam seinen Sitz im Parlament, als einer der Kriegsherren seinen Posten zu Ghedis Gunsten verließ. Vereidigt wurde Ghedi im Exil des somalischen Parlaments in Kenia. Als seine größte politische Stärke wird die Mitgliedschaft im Hawiya-Clan von Mogadischu gesehen, dem zweitgrößten Clan des Landes. Der seit 2004 amtierende Präsident Abdullahi Yusuf Ahmed gehört einem anderen großen Clan, den Darod, an und ist in Mogadischu eher unpopulär.
Seit Ausbruch des Konflikts galt Ghedi als ein Politiker, der für die Aussöhnung unter den Konfliktparteien steht. Man hoffte, dass es ihm gelingen würde, die verschiedenen Kriegsherren des Landes zu einen. Als Gründungsmitglied und Präsident des Somalia NGO Consortiums, einer Dachgruppe der Nichtregierungsorganisationen in Somalia, hatte er viele Treffen zur Aussöhnung in Somalia sowie im Ausland besucht. Er gilt als Vereiniger, der während des Krieges niemals in Verbindung mit einer der kriegsführenden Parteien gestanden haben soll. In den 1970ern hatte er allerdings seinen Militärdienst absolviert. Ghedis Wahl zum Premierminister war ein Versuch, ein Gleichgewicht im Land herzustellen und nach 13 Jahren des Bürgerkriegs aufgrund von Konflikten zwischen den Clans eine größere Akzeptanz der Regierung in der Bevölkerung zu erreichen.

## Laufbahn
Nachdem er in seiner Geburtsstadt Mogadischu die Schule abgeschlossen hatte, ging er an die Universitäten von Somalia und später nach Italien, um Veterinärmedizin zu studieren. Bis zum Ausbruch des Bürgerkrieges war er Dozent und Forscher an der Nationalen Universität Somalias. Nach der Schließung der Universität widmete er sich den Tieren, deren Bestand durch den Konflikt gefährdet war. Als Berater arbeitete er für verschiedene regionale Züchter.
Von Nairobi aus leitete er ein international gefördertes Programm zum Erhalt der Artenvielfalt in Somalia.
Am 3. Juni 2007 wurde ein schweres Selbstmordattentat auf das Haus von Ghedi in Mogadischu verübt, bei dem mindestens sieben Menschen getötet und eine Vielzahl weiterer verletzt wurden. Ghedi selbst überstand den Anschlag unverletzt. Es handelte sich um den dritten Anschlag gegen ihn.
Am 29. Oktober 2007 trat er wegen Differenzen mit Präsident Abdullahi Yusuf Ahmed zurück. Der Vizepremierminister und Freund Ghedis Salim Aliyow Ibrow wurde sein Interimsnachfolger, definitiver Nachfolger wurde Nur Hassan Hussein.